# Gymnoscelis concinna
Gymnoscelis concinna är en fjärilsart som beskrevs av Swinhoe 1902. Gymnoscelis concinna ingår i släktet Gymnoscelis och familjen mätare. Inga underarter finns listade i Catalogue of Life.